# TyC Uruguay
Torneos y Competencias Uruguay fue un desaparecido canal de televisión por suscripción uruguayo dedicado a los contenidos audiovisuales, subsidiaria de Torneos y Competencias, dedicada a la transmisión de eventos relacionado al deporte uruguayo, creada en 1994 para obtener los derechos del Campeonato Uruguayo de Fútbol y Segunda División Profesional. 
La empresa emitía los partidos a través del cableoperador TVC, que además poseía una parte de la empresa.

## Historia
Hasta el campeonato uruguayo de 1993, las imágenes del fútbol uruguayo eran difundidas por los canales 4, 5, 10 y 12, por medio de sus servicios informativos y programas deportivos.
Todo cambiaría a partir del Torneo Clausura de 1994, cuando el Consejo Ejecutivo de la AUF aprobó la venta de los derechos a Bersabel S.A., cambiando así la historia de la televisación del fútbol uruguayo, limitándola a la televisión por cable.
Con eso, las emisoras tuvieron muchos problemas para pasar las imágenes, a excepción de Canal 5 SODRE que por medio del programa "La Hora de los Deportes", era el único canal abierto que emitía con exclusividad las imágenes de la jornada deportiva.
TyC Uruguay emitió los campeonatos con normalidad hasta el Apertura 1999, cuando una se hace una nueva licitación, en la que resulta ganadora la empresa Tenfield, propiedad de Paco Casal, Nelson Gutiérrez y Enzo Francescoli, absorbiendo buena parte de los funcionarios que trabajaban hasta entonces en esa empresa.
Alguno de sus eventos continuaron por la señal TVC hasta que Tenfield compró los derechos del básquetbol uruguayo.
El 4 de abril de 1999 TyC Uruguay, en la madrugada a las 01:00 finaliza su transmisión y el 20 de enero de 2003 pasó a llamarse VTV (Uruguay) junto con Tenfield,

## Equipo periodístico
- Pablo Karslian (relator principal de esa productora desde 1995)
- Javier de León (comentarista de los partidos del fútbol uruguayo)
- Javier Díaz Gamba
- Martín Charquero
- Sergio Gorzy
- Jorge da Silveira
- Roberto Moar (relató en esa productora en la temporada 1994, después se incorporó a Teledoce).
- Alberto Sonsol
- Marcelo López
- Rodrigo Romano

## Canales de televisión

### Producción en TV para los canales
- Canal 5 SODRE (TV abierta)
- Señal 1 (TV paga)
- TVC (TV paga)

## Programas producidos por la empresa
- TyC en la cancha
- La hora de los deportes (en coproducción con Canal 5 SODRE)
- El aguante
- Fútbol de Primera

## Campeonatos emitidos por la empresa
- Primera División de Uruguay
- Segunda División Profesional de Uruguay
- Liguilla Pre-Libertadores de América
- Copa Libertadores de América (partidos de los equipos uruguayos en directo por los canales TVC)
- Supercopa Sudamericana (en coproducción con Fox Sports Latinoamérica)
- Copa CONMEBOL (en coproducción con ESPN Latinoamérica)
- Clasificación de Conmebol para la Copa Mundial de Fútbol de 1998